# Javier Lozano Barragán
Javier Lozano Barragán (ur. 26 stycznia 1933 w Toluca, zm. 20 kwietnia 2022 w Rzymie) — meksykański duchowny katolicki, biskup pomocniczy miasta Meksyk (1979–1984), biskup ordynariusz Zacatecas (1984–1997), wysoki urzędnik Kurii Rzymskiej (1996–2009), kardynał.

## Życiorys
Studiował w seminarium w Zamora de Hidalgo, następnie na Papieskim Uniwersytecie Gregoriańskim w Rzymie, gdzie obronił licencjat z filozofii i doktorat z teologii. W Rzymie przyjął święcenia kapłańskie, których udzielił mu 30 października 1955 arcybiskup Carlo Confalonieri (sekretarz Kongregacji ds. Seminariów i Uniwersytetów Katolickich). W diecezji Zamora był profesorem i prefektem ds. studiów miejscowego seminarium. Jako uznany teolog stał na czele Meksykańskiego Towarzystwa Teologicznego oraz kierował Instytutem Teologii Pastoralnej przy Konferencji Biskupów Ameryki Łacińskiej.
5 czerwca 1979 został mianowany biskupem pomocniczym miasta Meksyk, ze stolicą tytularną Thinisa in Numidia; przyjął święcenia biskupie 15 sierpnia 1979 w sanktuarium Guadalupe w mieście Meksyk z rąk kardynała Ernesto Corripio Ahumady. 28 października 1984 przeniesiono go na stolicę biskupią Zacatecas; zrezygnował z rządów w diecezji 7 stycznia 1997. Kilka miesięcy wcześniej (31 października 1996) Jan Paweł II mianował go prezydentem Papieskiej Rady Duszpasterstwa Pracowników Służby Zdrowia; otrzymał także tytuł arcybiskupa ad personam. Brał udział w kilku sesjach Światowego Synodu Biskupów w Watykanie.
21 października 2003 został mianowany kardynałem, z diakonią S. Michele Arcangelo. W lutym 2002, 2004 i 2005 uczestniczył w obchodach Światowego Dnia Chorego jako specjalny wysłannik papieża. Po śmierci Jana Pawła II (kwiecień 2005) pełnienie przez kardynała funkcji prezydenta Papieskiej Rady uległo zawieszeniu. Brał udział w konklawe 2005.
18 kwietnia 2009 papież Benedykt XVI przyjął jego rezygnację z funkcji przewodniczącego Papieskiej Rady ds. Duszpasterstwa Służby Zdrowia, następcą został mianowany bp Zygmunt Zimowski.
26 stycznia 2013 w związku z ukończeniem 80 roku życia utracił prawo do czynnego uczestniczenia w przyszłych konklawe. 12 czerwca 2014 został promowany na kardynała prezbitera z tytułem Santa Dorotea.
Zmarł 20 kwietnia 2022 w Rzymie w wieku 89 lat.